# Dennis Young
Dennis Young, född 1936, död mars 2008, var tillförordnad generalguvernör i Papua Nya Guinea från 4 oktober till 18 november 1991.